# Еміль Вегелен
Еміль Вегелен (фр. Émile Wegelin, 24 грудня 1875 — 26 червня 1962) — французький академічний веслувальник.
Срібний призер Олімпійських Ігор 1900 року в складі розпашної четвірки зі стерновим.